# Al-Mizzī
al-Mizzī arabisch المزي, يوسف بن الزكي عبد الرحمان بن يوسف الكلبي Yūsuf ibn az-Zakī ʿAbd ar-Rahmān ibn Yūsuf al-Kalbī, DMG Yūsuf b. az-Zakī ʿAbd ar-Raḥmān b. Yūsuf al-Kalbī, mit dem Ehrentitel Dschamāl ad-Dīn جمال الدين / Ǧamāl ad-Dīn, mit der Kunya Abū ʾl-Haddschādsch أبو الحجاج / Abū ʾl-Ḥaǧǧāǧ (geboren 1256 in Aleppo; gestorben 1341 in Damaskus) war ein islamischer Traditionarier und Jurist der schafiitischen Rechtsschule.

## Leben
Seine Familie, deren Genealogie auf den arabischen Stamm der B. Kalb, der in der Gegend um Damaskus angesiedelt war, zurückgeht, lebte in al-Mizza, in einem der reichsten Vororte von Damaskus. Um seine Ausbildung kümmerte sich die Familie allerdings nicht; erst im Alter von 21 Jahren widmete er sich den islamischen Wissenschaften, studierte den Koran, die arabische Grammatik und vor allem die Hadith-Wissenschaften. Auf seinen Studienreisen hielt er sich in Gelehrtenkreisen von Homs, Jerusalem, Kairo, Alexandria, Mekka und Medina auf. In theologischen Fragen stand er unter dem Einfluss seines Schülers zugleich auch Lehrmeisters Ibn Taimiya (gest. 1328). Wegen seiner Nähe zu Ibn Taimiya und der Verbreitung dessen Glaubenslehre kam er auf Befehl des Damaszener Qādīs kurzfristig ins Gefängnis.
Im Jahre 1319 ist er zum Haupt der damals bekanntesten Hadith-Schule von Damaskus, der Dār al-hadīṯ al-Ašrafīya – gegründet vom Ayyubiden al-Malik al-Aschraf Muzaffar ad-Dīn (regiert 1229–1237) – ernannt worden. Dieses Amt behielt er bis zu seinem Tode. Vorübergehend unterrichtete er auch in der Hadith-Schule von Homs und leitete zeitweilig die Dār al-hadīṯ an-Nūrīya in Damaskus. Nach kurzer Krankheit starb er an der Pest; man hat ihn auf dem Friedhof der Sufis beigesetzt. Seine bekanntesten Schüler waren Adh-Dhahabī (gest. 1348), Ibn Taimiya und Ibn Kathīr (gest. 1373).

## Werke
- Tahdhīb al-kamāl fī asmāʾ ar-ridschāl / تهذيب الكمال في أسماء الرجال / Tahḏīb al-kamāl fī asmāʾ ar-riǧāl / ‚Die Erweiterung des Vollständigen über die Namen der Hadithüberlieferer‘ ist die umfangreichste Biographie der Überlieferer, die in den großen  Hadithkompendien genannt werden. Es stellt eine erweiterte Bearbeitung des biographischen Werkes von Al-Maqdisī (1146–1203)[3] mit 8045 Eintragungen in 250 Manuskriptbänden dar. Das Werk liegt in 35 Bänden im Druck vor.[4] Neben den notwendigen biographischen Angaben stellt der Verfasser die Listen der Lehrer und Schüler aller Traditionarier zusammen. Bei ihrer Wertbestimmung in der Hadithliteratur stützt sich al-Mizzī auf ältere Schriften der Hadithkritik, die heute nicht oder nur fragmentarisch erhalten sind. Er referiert dabei auch widersprüchliche Prädikate der ersten Traditionskritiker aus dem 9. und 10. Jahrhundert, ohne sie zu kommentieren. Nach der umfangreichen Einleitung hadithwissenschaftlichen Inhalts folgt die nur 70 Seiten starke Biographie Mohammeds. Gemäß den Gepflogenheiten islamischer Biographen werden gelehrte Frauen im letzten Band (Bd. 35, S. 123ff.) genannt.

Unter den Gelehrtenbiographien „kutub ar-ridschāl“ كتب الرجال / kutub ar-riǧāl / ‚Die Bücher über die „Männer“, d. i. über die Hadithüberlieferer‘ stellt dieses Werk von al-Mizzī den Höhepunkt dieser literarischen Gattung dar, das von den Folgegeneration mehrfach erweitert und fortgeschrieben wurde. Sein Schüler adh-Dhahabī verfasste dazu sein Tadhhīb at-tahdhīb تذهيب التهذيب / Taḏhīb at-tahḏīb / ‚Die Vergoldung der Erweiterung‘ und ergänzte al-Mizzīs Werk mit weiteren biographischen Materialien. Ibn Hadschar al-ʿAsqalānī (gest. 1449) hat eine Kurzfassung des Werkes in zwölf Bänden verfasst. 
- Tuhfat al-aschrāf bi-maʿrifat al-atrāf تحفة الأشراف بمعرفة الأطراف / Tuḥfatu ʾl-ašrāf bi-maʿrifat al-aṭrāf / ‚Kostbarkeit ehrwürdiger Persönlichkeiten durch die Kenntnis der Anfangswörter der Hadithe‘ ist ein isnadanalytisches Werk in dreizehn gedruckten Bänden.[6] Der Verfasser führt die Prophetengefährten, die nach Mohammed Hadithe überliefert haben, in alphabetischer Reihenfolge an und gibt die Namen ihrer Überlieferer – ebenfalls alphabetisch – in den Folgegenerationen an. Dabei stützt er sich auf alle Prophetenhadithe, die in den sechs kanonischen Sammlungen und in anderen Hadithwerken erscheinen. Besondere Aufmerksamkeit widmet er dem heute nicht mehr vorliegenden „As-Sunan al-kubrā“ السنن الكبرى / ِAs-Sunan al-kubrā / ‚Das große Sunna-Werk‘ von an-Nasāʾī (gest. 915), in dessen Kurzfassung[7] 11949 Hadithe überliefert sind. Dieses Werk ist zuletzt 2006 im Druck erschienen.[8] Den Wortlaut der Hadithe referiert der Verfasser nicht, sondern nennt lediglich deren Anfang („ṭaraf, Pl. aṭrāf“), um dann die Überlieferungswege derselben über drei bis vier Generationen vorzustellen und die Belegstellen mit ihren Varianten in den kanonischen Sammlungen anzugeben. Dieses Werk ist für die Analyse von Hadithen und ihrer Weitergabe in den ersten Jahrhunderten islamischer Gelehrsamkeit unentbehrlich.[9]